# Paula von Lichtenfels
Paula von Lichtenfels (6. April 1869 in Mödling – nach 1905) war eine österreichische Pianistin, Opernsängerin (Sopran) und Gesangspädagogin.

## Leben
Lichtenfels, die Tochter des akademischen Malers Eduard Peithner von Lichtenfels, genoss, nachdem ihre musikalische Begabung frühzeitig entdeckt worden war, ihre gesangliche Ausbildung bei der Wagnersängerin Marianne Brandt sowie ein Pianostudium an der Musikschule von Eduard Horak.
Sie debütierte als Konzertsängerin. Ihre Bühnentätigkeit begann sie 1894 am Königlichen Stadttheater Olmütz. 1895 war sie in Wiesbaden, 1896 in Sondershausen, 1898 in Halle engagiert, wo sie als „Rosine“ (in Der Barbier von Sevilla) debütierte. 1901 trat sie in den Verband des Stadttheaters Nürnberg ein.
1905 wechselte sie ans Berliner Nationaltheater, arbeitete dann aber in Berlin-Charlottenburg als Gesangspädagogin. Gelegentlich trat sie bei Gastspielreisen noch als Sängerin auf.
Sie war Koloratursängerin. Ihre Partien waren u. a. die „Marguerite de Valois“ in den Hugenotten von Meyerbeer, die „Leonore“ im Troubadour von Verdi, die „Madeleine“ im Postillon von Lonjumeau von Adam und die „Leonore“ in Flotows Alessandro Stradella.